# Neocatolaccus ogloblini
Neocatolaccus ogloblini är en stekelart som först beskrevs av Blanchard 1950.  Neocatolaccus ogloblini ingår i släktet Neocatolaccus och familjen puppglanssteklar. Inga underarter finns listade i Catalogue of Life.